# Пам'ятник Івану Гонті (Гонтівка)
Меморіал гайдамакам та Івану Гонті (одному із очільників Коліївщини) — пам'ятник знаходиться в центрі с. Гонтівка, раніше Серби, що на Вінниччині.
Автор пам'ятника — скульптор, художник, письменник, козак Микола Крижанівський, у творчому доробку якого є багато робіт козацької тематики.
Меморіал уособлює страту Івана Гонти — одного із керівників українського гайдамацького руху в с. Гонтівка Могилів-Подільського району.
Фігура виготовлена зі сталі (символізує сталевий дух) та відблискує сріблом (благородство Гонти). Стиль, динаміка та внутрішній зміст меморіалу відображають титанічну силу волі та незламність уманського вождя.
Також меморіал присвячений не лише Івану Гонті, а й усім гайдамакам — учасникам національного повстання, яких стратили разом із Іваном Гонтою в с. Серби.
У 2002 році громада с. Гонтівка, розробила проєкт спорудження меморіального комплексу на місці страти гайдамаків та зведення пам'ятника на честь одного із провідників Коліївщини Івана Гонти. Проектом передбачалося створення не лише меморіалу, а також культорно-відпочивальної зони навколо меморіалу.
У 2007-му на його реалізацію виділили 240 тисяч гривень, але через повінь кошти довелося переадресувати.
У 2019 року на місці встановлення пам'ятника було насипано курган, залита бетонна основа під пам'ятний знак, а в червні 2020 року відбулося спорудження фундаменту під меморіал.
Загальна вартість проєкту складає 600 тисяч гривень.